# Александер Стивенс
Александер Хамилтон Стивенс (енгл. Alexander Hamilton Stephens; Крофордвил, 11. фебруар 1812 — Атланта, 4. март 1883) био је амерички политичар и адвокат.
Рођен 11. фебруара 1812. у близини Крофордвила. Студирао је право на Универзитету у Џорџији у Атини и постао адвокат 1834. године.
Након тога је ушао у политику и био изабран у Представнички дом Џорџије где је служио од 1836. до 1841.
1861. изабран је на дужност потпредседника Конфедерације Америчких Држава у кабинету председника Џеферсона Дејвиса. Ухапшен је због издаје 11. маја 1865. и затворен у Бостону.
Ослобођен је 13. октобра 1865, и наставља да се бави политиком. Служио је као 50. гувернер у Џорџији од 1882. до своје смрти 1883. Умро је у Атланти 4. марта 1883. и сахрањен је на гробљу Оукланд.
Његов лик се појављује на новчаници од 20 долара Конфедеративних Држава.